# Gerhard Bunke
Gerhard Bunke (* 28. Januar 1946 in Brandenburg) ist ein deutscher Gebrauchsgrafiker.

## Leben und Werk
Bunke absolvierte von 1962 bis 1965 eine Lehre als Gebrauchswerber und arbeitete dann bis 1969 in der Werbeabteilung der Konsumgenossenschaft Magdeburg in seinem Beruf. 1968 macht er an der Volkshochschule in Magdeburg das Abitur. Von 1970 bis 1973 studierte Bunke an der Fachschule für Werbung und Gestaltung in Berlin-Oberschöneweide Gebrauchsgrafik. An der Schule war er dann ein Jahr Assistent und bis 1978 Fachlehrer für Entwurf. Danach arbeitete er als freischaffender Gebrauchsgrafiker in Berlin. Von 1978 bis 1979 machte er bei Heinz Wagner an der Hochschule für Grafik und Buchkunst Leipzig ein Fernstudium, das er als Diplom-Gebrauchsgrafiker abschloss. In der Zeit der DDR entwarf Bunke u. a. politische und Veranstaltungs-Plakate, darunter von 1977 bis 1989 für Progress-Film 13 Filmplakate, und Fernsehgrafik und designte er Verpackungsmaterial. Für die Verlage Kiepenheuer, Das Neue Berlin, Aufbau Verlag, Rütten & Loening, Union und Volk und Welt entwarf er Schutzumschläge, illustrierte Bücher und gestaltete Programmhefte für die Staatsoper Dresden. Für die Neue Berliner Illustrierte gestaltete er den „Solidaritätskalender“ für den jährlich auf dem Alexanderplatz in Berlin stattfindenden „Tag der antiimperialistischen Solidarität“ des Verbands der Journalisten der DDR.
Bunke war bis 1990 Mitglied des Verbands Bildender Künstler der DDR.
Er arbeitete auch nach der deutschen Wiedervereinigung in Berlin als Grafik-Designer.

## Weitere Werke (Auswahl)
- Schutzumschlag zu: Hans-Joachim Baatz u. a.: Wege zur Unmöglichkeit. Utopische Kurzgeschichten. Verlag Das Neue Berlin, 1983 (auf der X. Kunstausstellung der DDR)[3]
- Programmheft zur Premiere von Leo Delibes Coppélia an der Staatsoper Dresden (1980)[4]

## Beteiligung an Gruppenausstellungen (mutmaßlich unvollständig)
- 1976, 1978, 1982 und 1986: Berlin, Bezirkskunstausstellungen (Gebrauchsgrafik)
- 1981: Karl-Marx-Stadt, Ausstellungshalle 2 am Schlossteich („Junge Künstler der DDR“)
- 1982/1983 und 1987/1988: Dresden, IX. und X. Kunstausstellung der DDR
- 1985: Berlin, Nationalgalerie („Auf gemeinsamen Wegen. Kunstausstellung zum 40. Jahrestag des Sieges über den Hitlerfaschismus und der Befreiung des deutschen Volkes“)
- 1988: Berlin, Ausstellungszentrum am Fernsehturm („America latina. Lateinamerika in der bildenden Kunst der DDR“; mit dem Plakat Venceremos Chile)
- 2025: Cottbus, Dieselkraftwerk („Bewegte Blätter. Tanz im Plakat“)

## Weblink
- https://nat.museum-digital.de/people/14004